# Game Center
Game Center är ett socialt nätverk för spel på IOS utvecklat av Apple . I likhet med Xbox Live och PlayStation Network, tillåter Game Center användare att spela spel med varandra, tjäna "achievements" och jämföra sina high scores på topplistor.

## Historia
Spel blev en stor majoritet av applikationerna när Apple lanserade App Store den 10 juli 2008. Till skillnad från de konsoler som redan fanns tillgängliga på marknaden hade App Store ingen officiell funktion för flera spelare och sociala nätverk. Det fixades snart av tredjepartstillverkare såsom OpenFeint, Plus+, AGON Online och Scoreloop. 
Game Center lanserades i samband med en förhandstitt av IOS 4 i ett event ordnat av Apple i San Francisco den 8 april 2010. En betaversion för utvecklare släpptes i augusti 2010. Den första fulla versionen släpptes den 8 september 2010, integrerad i uppdateringen IOS 4.1 för Iphone 4, Iphone 3GS och alla generationer av Ipod touch från och med den andra generationen. Game Center släpptes på Ipad först i samband med IOS 4.2.

## Användning
För att kunna använda Game Center måste man logga in med sitt Apple-ID. Man kan skapa ett användarnamn som man använder som täckmantel. Från hemskärmen, inne i Game Center-appen kan du skicka vänförfrågningar, bjuda in vänner till spel, kolla vad sina vänner har för spel och se vilka achievements man har upplåst. Man ser även alla sina egna spel som är kompatibla med Game Center. Spel från EA och Gameloft är inte kompatibla med Game Center då dessa utvecklare har valt att skapa sina egna tjänster. Det bör också anmärkas att inte alla spel är kompatibla för flerspelar-spel.

## Enheter
Man kan använda Game Center med Iphone 3GS eller nyare, Ipod touch 2nd generation eller nyare, och alla versioner av Ipad. Det är nämligen endast dessa enheter som är kompatibla med IOS 4.2. 
Apple har valt att inte låta Game Center vara kompatibelt med Iphone 3G eller Iphone 2G. Detsamma gäller första generationens Ipod touch. Man kan däremot använda sig av ett hack om man jailbreakar sin telefon för att komma åt Game Center från en äldre enhet.